# Atajate
Atajate es un municipio y localidad española, en la provincia de Málaga.

## Naturaleza
Se encuentra en la serranía de Ronda. Se puede realizar el sendero PR-A 229 de Alpandeire a Atajate.

## Historia
Restos de piezas de piedra pulimentada (piedras de rayo), hachas (Neolítico), presencia de bronce (Calcolítico) en la Sima de los Tajos.
Restos de vía romana (trazado) Lacipo-Arunda y monedas.
Restos visigodos: enterramiento en el Montecillo.
Otros restos musulmanes en el Puerto de Jimera, El Llano y Huerta Nueva.
Restos del despoblado de Audalázar, ya en el término de Alpandeire.
En 1496 pertenece al Señorío de Ronda (Príncipe D. Juan). Tierras de Realengo.
En 1499 pertenece a la corona de Castilla-Aragón.
En 1505 creación de la parroquia en Atajate.
En el siglo XIX construcción de la iglesia de San José. Antes del 10 de marzo de 1810 saqueo de la iglesia antigua por los franceses. Nunca más se restauró.
En 1820 creación de los partidos judiciales, Atajate pasa a pertenecer a Gaucín.
En 1932 construcción de la carretera Ronda-Atajate, C-341, actual A-369.
En 1941 se construye el tramo de la carretera Atajate-Gaucín.
En cuestiones vitivinícolas, Atajate tuvo una época dorada vitivinícola. Atajate fue un gran referente en la provincia y fuera de ella, hablamos de unos tiempos en los que este pueblo se sostenía económicamente de la buena producción de sus viñedos y de sus productos. Conocida su excelente producción de mosto, totalmente natural, más desconocida es la época de esplendor que tuvo en su momento este municipio.
Existieron más de una treintena de lagares, pero la gran mayoría de ellos ya no están activos. Estos sitios disponen de una zona para el pisado de las uvas y de una prensa para obtener todo el jugo de éstas. Además estos lugares, suelen utilizarse como bodegas guardando el mosto habitualmente en grandes garrafas o barriles, antiguamente, incluso hasta en tinajas.
Ha llegado hasta nuestros días que en estos lagares, además, albergaban alambiques con lo se producía el aguardiente: motor de la economía del municipio de muchas familias. Con él que se comerciaba a nivel provincial e interprovincial. Es recordado y comentado por los más mayores del pueblo, “el olor a matalahúva” que desprendían los alambiques, en el proceso de destilación, por las calles del pueblo. Pero esto, forma parte de un pasado con una gran riqueza, que no sabemos si volverá a repetirse: la producción del aguardiente en Atajate.
Pero este auge del municipio se verá empañado a finales del siglo XIX, concretamente en el año 1877.  Atajate sufría una epidemia de filoxera que arrasó los viñedos, causando la desolación en el pueblo. A partir de ahí, comienza la emigración de muchos habitantes del municipio y sus familias, ante la ausencia de trabajo en las viñas. Esta epidemia se originó en los Estados Unidos; en España, el foco de infección se produce concretamente en la provincia de Málaga y en Gerona.
Si Atajate viviera su época de esplendor vitivinícola ahora, no ocurriría lo que sucedió en aquel tiempo. Pues, ya existe tratamiento para esta enfermedad de los viñedos, producido por el insecto Daktulosphaira vitifoliae.

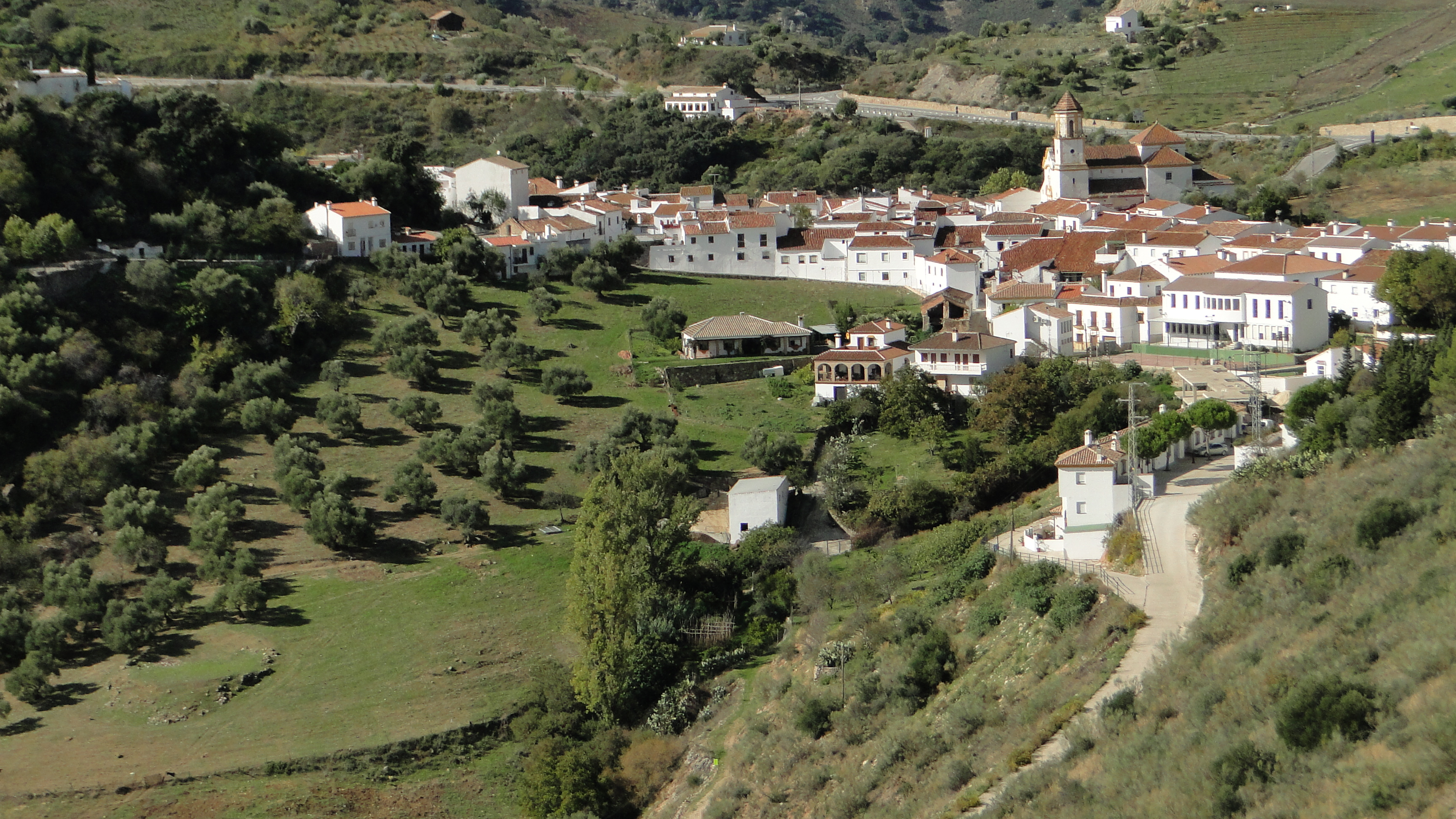
Atajate (Málaga)

## Geografía humana

### Demografía
Cuenta con una población de 187 habitantes (INE 2024).
| Gráfica de evolución demográfica de Atajate entre 1842 y 2021                                                         |
| |
| Población de derecho según los censos de población del INE. Población de hecho según los censos de población del INE. |

### Economía

#### Evolución de la deuda viva municipal
| Gráfica de evolución de Deuda viva del Ayuntamiento de Atajate entre 2008 y 2019                                |
| |
| Deuda viva del Ayuntamiento de Atajate en miles de Euros según datos del Ministerio de Hacienda y Ad. Públicas. |

## Monumentos y lugares de interés
Bien de interés cultural:
- Castillo de Atajate.

Otros lugares de interés:
- Iglesia parroquial de San José que data del siglo XIX, restaurada en el año 2018.

## Fiestas
- Fiesta del Mosto, último sábado de noviembre.

Historia de la Fiesta del Mosto
Todo comienza un noviembre del año 1985, concretamente un 30 de noviembre, en esa fecha se inició en Atajate la primera Fiesta del Mosto. Tuvo lugar en los bajos del Ayuntamiento, que por aquel entonces se encontraba en obras.
La idea surgió de un grupo de jóvenes del pueblo, apoyados por la alcaldesa de aquel entonces, Mercedes Calvo Serrano. Ellos propusieron honrar la tradición vitivinícola del municipio y sus antepasados, dedicando una jornada a la tradición más ancestral del pueblo, el Mosto.
El tema expuesto en común de aquel grupo, era degustar los diferentes mostos de cada familia acompañados de productos ibéricos de la zona y diversas tapas caseras, así pasaban un rato agradable entre amigos y amigas. Desde entonces cada año se fue mejorando poco a poco, desde aquella jornada discreta entre jóvenes se extendió a los vecinos del municipio, se le añadió música, posteriormente se organizó como Verbena con una Orquesta hasta lo que conocemos hoy, una jornada festiva repleta de actuaciones musicales y degustaciones.
Se estableció que la Fiesta del Mosto se celebraría el último sábado de noviembre, la razón de esta fecha es por el período de tiempo que requiere el proceso del Mosto*. Desde la vendimia pasando por la pisada de uvas y prensa. Este exquisito líquido deberá pasar 40 días fermentando en barril o garrafa. Una vez transcurridos esos días, se procede a cambiar el Mosto a otro depósito limpio, fase conocida como “trasiego”. 

Fiesta del Mosto. Jornada festiva.
La Fiesta del Mosto tiene lugar durante la jornada del último sábado de noviembre, en la caseta municipal, instalada en la plaza del pueblo. Día en el que se puede degustar de manera gratuita las variedades de Mosto que produce cada familia. Durante todo el día, Atajate recibe a numerosos visitantes de la comarca y de todos los puntos de la provincia, que saborean este delicioso caldo al son de las canciones de ayer y hoy, cantadas por los diferentes grupos musicales.
El año 2008 como iniciativa se pensó en acompañar esta exquisitez durante el día, con bastantes kilos de migas caseras, plato que desde antaño se come con Mosto.
Resultando un éxito de afluencia de público cada año,  tanto de día como de noche.
Este año 2010 tiene lugar el 27 de noviembre, fecha en la que celebramos el XXV Aniversario de nuestra fiesta con más sabor, nuestra Fiesta del Mosto.
¡Os esperamos!
- Junio: Romería de Alpandeire y Atajate, en honor al mismo patrón, San Roque de Montpellier. Punto de encuentro en el que se produce el hermanamiento de los vecinos de ambos municipios. En 2010 ya se cumple la 5.ª edición de este encuentro.

- Tercera semana  de agosto: fiestas patronales de San Roque y Nuestra Señora del Rosario. En esta fiesta destaca, la singular Fiesta del Agua, la Fiesta de la Espuma y la verbena en la plaza y bailes, el bingo, los torneos deportivos, además de la misa y procesión de los santos patrones.
- Corpus Christi: sábado siguiente al jueves del Corpus Christi. Se celebra una misa en honor al Corpus Christi y procesión destacan los altares que se colocan al paso del Corpus. Se celebra en mayo o junio.

## Gastronomía
La gastronomía tiene su fundamento en los productos del terreno en función de la estacionalidad. La primavera es el tiempo de los guisos con hierbas silvestres como tagarninas, hinojos, collejas o espárragos trigueros. Durante todo el año se pueden degustar las ollas serranas y los diversos potajes de garbanzos o de lentejas, y, entre las carnes, los guisos de conejo y la amplia variedad de platos y embutidos procedentes del cerdo. Pero si cabe resaltar unos platos por excelencia autóctonos del pueblo son: las migas, el gazpacho caliente, las tortillas de bacalao, la cazuela de patatas y las gachas.
Atajate, famoso por su repostería en toda la provincia,  guarda en buena medida el recuerdo de la tradición morisca, siendo característicos la harina de trigo, el azúcar y el aceite de oliva (o manteca), combinado en perfecta armonía y aromatizado con canela, matalahúva y ajonjolí, incluso acompañados en ocasiones de almendras. Entre la gran variedad de dulces caseros destacan desde los mantecados, magdalenas, el queso de almendra que goza de merecida fama, los conocidos “suspiros", pasando por los borrachuelos, rosquillos, mostachones y “enreaíllos”.
En bebidas y licores destaca el Mosto, que es una bebida a destacar en la zona.
El  Mosto: Proceso Ancestral.
Las viñas de Atajate tienen un ciclo de trabajo continuo para los habitantes de nuestro pueblo, que no cesa durante todo el año. El proceso se inicia con la poda y la recogida de sarmientos (sarmentar),  el arado de la tierra,  “azulfatar” para prevenir las enfermedades y finalmente su posterior recogida del fruto (vendimiar).
La poda es la etapa que requiere especial atención, que determina la abundancia y calidad de las uvas. Sin olvidar el tratamiento de los suelos, que deben enriquecerse de estiércol, y el azufre para la planta, eliminando con ello las posibles enfermedades y parásitos que la viña puede contraer.
La variedad de viñas, da como fruto a diferentes tipos de uvas en el municipio a destacar:
-	Las Tempranillas, que como su nombre indica son las primeras. Los racimos son largos y estrechos de pellejo grueso y pulpa carnosa.
-	Las Perrunas, menudas, de pellejo delgado, muy ásperas al comer.
-	Las de Rey, son las que normalmente colgamos para comer en fin de año, pero también utilizamos para el Mosto, cuyo sabor es ligeramente dulce.
-	Las Uvas de Loja,  para los lugareños son, por excelencia,  las más exquisitas. Con este tipo de uvas, el caldo obtenido en el proceso del mosto es más dulce.
Una vez recogida la uva se pisa con botas en los antiguos lagares, una vez hecho esto, la pulpa que queda de las uvas pasarían a una prensa para apurar el caldo que este contiene. Cuando se obtiene el caldo, este tiene que reposar durante 40 días en barril o garrafa (antiguamente conocidas como “majuanas”). Una vez transcurridos esos días, se procede a cambiar el Mosto a otro depósito limpio, fase conocida como “trasiego”. Esta sustitución de envase se debe a la fermentación del jugo de la uva, que genera unos asientos en la zona baja del recipiente que hacen que el Mosto, pierda calidad. Por eso, mientras más se intercambie el mosto de envase más delicioso está. 
Hay costumbres como esta, conocida por todos los vecinos de Atajate, que en días nublados no se puede “trasegar el Mosto”, curioso truco pero infalible para que este exquisito Mosto esté en su punto y obtenga el éxito entre los mejores catadores y visitantes de Atajate.  
Artesanía: Siglos de Tradición.
Atajate es un pueblo que sigue con sus tradiciones artesanas a pesar del paso del tiempo,  aún podemos encontrar especialistas artesanos que tejen con varetas de olivos y cañas naturales, preciosos “canastos”. Otra de la especialidad del pueblo, son las alpargatas confeccionadas con esparto y pita. Estas últimas se han convertido en el símbolo de Atajate, generación tras generación, colgadas en los espejos interiores del vehículo en tamaño miniatura.

Otros productos de la viña
No podemos olvidarnos de otros productos tan cotidianos como lo son el vinagre, las pasas y las uvas maceradas en aguardiente. No son objeto de comercio, sino que se producen para el consumo casero y familiar. Lo que si se vende hasta su agotamiento, son los litros de Mosto que nuestros vecinos venden al por menor a todo el que lo desee. Así demuestran la calidad de nuestras tierras, nuestro cariño y esfuerzo en las viñas bien trabajadas, además de la dedicación y paciencia en el cuidado del proceso del Mosto.

## Servicios públicos
Cuenta con un consultorio médico auxiliar. Tiene como referentes el consultorio médico de Algatocín y el Hospital de la Serranía.
Los alumnos acuden al CPR Sierra del Espino y al IES Valle del Genal de Algatocín.